# Richard H. Schwartz
Richard H. Schwartz, PhD, (10 d'abril de 1934) és professor emèrit de matemàtiques al College of Staten Island, president de Jewish Vegetarians of North America (JVNA) i cofundador de la Society of Ethical and Religious Vegetarians (SERV). És més conegut per ser vegetarià activista i defensor dels drets dels animals. Els seus escrits van inspirar el documental de 2007 A Sacred Duty: Applying Jewish Values to Heal the World, dirigit per Lionel Friedberg.

## Biografia
Schwartz va néixer a Arverne, Nova York. De jove encara no fou vegetarià. Descriu la seva criança com una «persona de carn i patates» el plat favorit del qual era l'estofat. El 1975 va començar a donar un curs anomenat Mathematics and the Environment (Matemàtiques i el Medi Ambient) al College of Staten Island. El curs emprava conceptes i problemes matemàtics bàsics per explorar els assumptes actuals crítics, com la contaminació, l'escassetat de recursos, la gana, l'energia i la carrera armamentística. Va escriure:
Mentre revisava el material relacionat amb la gana al món, em vaig adonar del tremend desaprofitament de gra associat a la producció de carn de porc... Malgrat els meus propis hàbits alimentaris, sovint dirigia les discussions de classe sobre la possibilitat de reduir el consum de carn per ajudar els afamats. Després de diversos semestres així, vaig fer cas del meu propi consell i vaig deixar de menjar carn vermella, mentre continuava menjant pollastre i peix... Llavors vaig començar a llegir sobre els múltiples beneficis per a la salut del vegetarianisme i sobre les horribles condicions dels animals criats en granges factoria. Em vaig sentir fortament atret pel vegetarianisme, i l'1 de gener de 1978 vaig decidir unir-me a l'International Jewish Vegetarian Society. Vaig decidir convertir-me en un total practicant de vegetarianisme, i des de llavors he evitat menjar qualsevol tipus de carn, aus o peix.
Com a jueu ortodox, Schwartz va començar a explorar el que el judaisme deia sobre dieta, ecologia i el tracte adequat als animals. El resultat va ser el seu llibre més conegut, Judaism and Vegetarianism, el primer llibre publicat en anglès sobre aquest tema. Aquest explora el vegetarianisme des del punt de vista de les referències bíbliques, talmúdiques i rabíniques i conclou que el vegetarianisme és la més elevada forma de kosher i la millor dieta per als jueus al món modern. La segona edició, revisada i molt expandida, va formar part de la B'nai B'rith Book Club Selection del mateix any.
Des de llavors, Schwartz ha estat actiu en diverses organitzacions vegetarianes i pels drets dels animals. La seva contribució única ha sigut augmentar el coneixement públic sobre els ensenyaments jueus concernents al vegetarianisme i el tracte ètic amb els animals. El 3 de juliol de 2005 Schwartz va passar a formar part del Vegetarian Hall of Fame per la North American Vegetarian Society (NAVS). La cerimònia es va realitzar a l'ocasió del 31è Annual NAVS Summerfest al campus de la Universitat de Pittsburgh. Schwartz va parlar també al Summerfest sobre "Judaism and Vegetarianism" (Judaisme i vegetarianisme) i "Ten Approaches to Obtain a Vegetarian-Consciousness by 2010" ("Deu enfocaments per obtenir una consciència vegetariana cap a 2010").

### Vida personal
Schwartz es va casar amb Loretta Susskind el 1960. És un Jueu Ortodox Modern i pertany a la congregació de Young Israel de Staten Island, Nova York.

## Publicacions
- Mathematics and Global Survival: Scarcity, hunger, population growth, pollution, waste tercera edició per Ginn Press, 1993.
- Judaism and Vegetarianism, tercera edició per Lantern Books, Nova York, Nova York, 2001 (ISBN 1930051247)[2]
- Judaism and Global Survival, primera publicació el 1984, segona edició per Lantern Books, Nova York, Nova York, 2002 (ISBN 1930051875)

Dr. Schwartz també ha publicat més de 140 articles online, així com entrevistes en el lloc web de la JVNA. Freqüentment dona xerrades i contribueix en articles i cartes a l'editor en assumptes com el medi ambient, la salut i altres temes actuals. Actualment està escrivint juntament amb el rabí Yonassan Gershom un llibre sobre judaisme i medi ambient.